# Prvo obleganje Neaplja (536)
Obleganje Neaplja leta 536 je bilo uspešno obleganje Neaplja s strani Vzhodnega rimskega cesarstva pod Belizarjem med gotsko vojno.
Bizantinska vojska pod Belizarjem, ki je z lahkoto podjarmila Sicilijo, se je pozno spomladi 536 izkrcala na celinski Italiji in napredovala ob obali do Neaplja. Meščani Neaplja so se po vzburjenosti dveh progotskih govornikov Pastorja in Asklepiodota odločili upreti, čeprav je Belizar mestu ponudil zelo ugodne pogoje za predajo. Meščani Neaplja so bili prav tako pod vtisom, da bo Teodahad, kralj Ostrogotov, poslal vojsko v pomoč.
Vendar se je obleganje vleklo dvajset dni s številnimi bizantinskimi žrtvami in Belizar se je pripravljal, da ga bo opustil, dokler izavrijski vojak pod njegovim poveljstvom ni odkril vhoda v mesto skozi opuščeni akvadukt. Belizar je poslal inženirje, da so razširili luknjo v akvaduktu, medtem ko je poslal nekaj vojakov, da so razbili hrup inženirjev z udarjanjem svojih ščitov. Potem ko je dal mestu zadnjo priložnost, da se preda, je Belizar pognal svoje čete v brutalno plenjenje.
| “ | Zlato in srebro sta pravični nagradi za vašo hrabrost, toda prizanesite prebivalcem, oni so kristjani, so ponižni prosilci, zdaj so vaši podložniki. Vrnite otroke njihovim staršem, žene njihovim možem; in pokaži jim s svojo velikodušnostjo, kakšnih prijateljev so se trmasto prikrajšali. | ” |

Glede na delo Johna Juliusa Norwicha:
Belizar je Neapeljčane na začetku obleganja posvaril, da če se bodo uprli, ne bo mogel zadržati svoje vojske – ki jo je, kot jih je opomnil, v veliki meri sestavljali napol divji barbari – pred umori, posilstva in ropanjem, ki jih bodo imeli za pravično nagrado po zavzetju mesta. Toda opozorilo ni bilo upoštevano in nesrečni državljani so zdaj plačali ceno svojega junaštva. Preteklo je veliko ur, preden je Belizarju uspelo prepričati svoje raznolike horde Alanov in Izavrijcev, Herulov in Hunov - ti zadnji so bili najbolj grozljivi vseh časov, ker so bili pogani, jim ni bilo odveč, da so požgali cerkve, v katerih so iskale zatočišče njihove predvidene žrtve -, da odložijo svoje meče in kopja ter se vrnejo v svoje različne tabore.— Byzantium: The Early Centuries
Ostrogotski garnizon 800 mož je bil ujet in so z njim dobro ravnali. Meščani Neaplja so medtem v jezi ubili Asklepiodota, ker jih je prepričal, naj zavrnejo Belizarjeve zahteve, medtem ko je Pastor ob padcu mesta naredil samomor.